# Золотополенское сельское поселение
Золотополенское се́льское поселе́ние (укр. Золотополенське сільське поселення, крымскотат. Джайлав Сарай кой юрту, Caylav Saray köy yurtu) — муниципальное образование в Кировском районе Республики Крым России, в долине реки Мокрый Индол, граничит с Советским районом.
Административный центр — село Золотое Поле.

## История
В 1923 году был создан Цюрихтальский сельсовет, переименованный в 1945 году в Золотополенский сельский совет.
Сельское поселение образовано в соответствии с законом Республики Крым от 5 июня 2014 года.

## Население
| 2001  | 2014  | 2015  | 2016  | 2017  | 2018  | 2019  |
| ----- | ----- | ----- | ----- | ----- | ----- | ----- |
| 4090  | ↘3153 | ↗3158 | ↘3156 | ↘3154 | ↗3194 | ↘3161 |
| 2020  | 2021  |       |       |       |       |       |
| ↗3162 | ↗3282 |       |       |       |       |       |

## Состав сельского поселения
| № | Населённый пункт | Тип населённого пункта       | Население |
| - | ---------------- | ---------------------------- | --------- |
| 1 | Золотое Поле     | село, административный центр | ↘2543     |
| 2 | Возрождение      | село                         | ↘610      |